# 로카르노역
로카르노역(이탈리아어: Stazione di Locarno)은 스위스 티치노주에 있는 로카르노 시를 운행한다. 그러나 역은 마조레 호수 기슭 근처의 인접한 무랄토 지자체 내에 있다. 두 지방 자치 단체 사이의 경계는 역의 남쪽과 서쪽으로 짧은 거리에 있는 토렌테 라모냐 시내를 따라 이어진다.
1990년부터 로카르노역은 두 개의 별개의 구성 요소로 나뉘었으며 각각은 별도로 운영되는 철도가 운행된다. 지표면에는 스위스 연방 철도가 운영하는 표준궤 역이 있다. 그 역은 고트하르트 철도의 주비아스코에서 분기 라인의 터미널이다. 지하철에는 또 다른 터미널 역인 로카르노 FART가 있으며, 미터궤 도모도솔라–로카르노 철도, 스위스에서 지역 버스 및 티치노 철도 회사(이탈리아어: Ferrovie Autolinee Regionali Ticinesi 또는 FART)가 운영하는 국제 철도 링크이다.
역이 이 형태로 개조되기 전에는 미터궤 열차가 역 앞마당의 별도 플랫폼에서 운행되었다. 재건의 일환으로 표준궤 역은 2번 트랙과 3번 트랙 사이에 새로운 핑거 플랫폼으로 보강되었다. 또한 2개 노선의 화물창고를 철거하고, 그 자리에 지하철역을 건설하였다.

## 운행편
2021년 12월 시간표 변경에 따라 다음 서비스가 로카르노에서 정차한다.
- 인터레기오 : 아트-골다우까지 매시간 운행; 기차는 바젤 SBB 또는 취리히 중앙역까지 계속 운행한다.
- RE80 : 키아소까지 30분마다, 밀라노 중앙역까지 1시간 간격 운행.
- S20 : 카스티오네-아르베도까지 30분 간격 운행

## 갤러리
- 역에 도착하는 TILO 차량
- 지상 승강장
- 지하철 승강장 입구
- FART 차량, 지하철 승강장